# Molino de nixtamal
El molino manual para nixtamal es una máquina agrícola, que se emplea para llevar a cabo el proceso de molienda del maíz en este caso el nixtamal (maíz) y así poder transformarlo finalmente en masa, para producir diferentes acompañantes de productos gastronómicos salientes de la masa, por ejemplo: tortillas, tamales, tostadas, gorditas y tlacoyos, etc. En algunas ocasiones también el molino es empleado para moler diferentes tipos de chiles.

## Componentes
- Tanque. En él se vierte el agua para ayudar a moler el nixtamal.
- Charola. En ella se deposita el nixtamal ya preparado para ser molido.
- Motor. Mueve la polea que produce el giro para moler.
- Tolva alimentadora. Es donde se produce el proceso de molienda del maíz a través de un "gusano" y un par de piedras para que se obtenga la masa.
- Piedras. Juego de piedras para el proceso de molienda.
- Tolva inferior y superior. Recoge el nixtamal ya convertido en masa.